# Vuelta a San Juan
Vuelta a San Juan er et argentinsk etapeløb i landevejscykling, som finder sted i provinsen San Juan. Det blev for første gang arrangeret i 1982.

## Vindere
| År                              | Vinder            | Toer               | Treer             |        |
| ------------------------------- | ----------------- | ------------------ | ----------------- | ------ |
| 1982                            | Eduardo Trillini  |                    |                   |        |
| 1983                            | Víctor Caro       |                    |                   |        |
| 1984                            | Pedro Chirino     |                    |                   |        |
| 1985                            | Ramón Sánchez     |                    |                   |        |
| 1986                            | Ramón Sánchez     |                    |                   |        |
| 1987                            | Daniel Castro     |                    |                   |        |
| 1988                            | Luis Moyano       |                    |                   |        |
| 1989                            | Alberto Bravo     |                    |                   |        |
| 1990                            | Javier Argonz     |                    |                   |        |
| 1991                            | Alberto Bravo     |                    |                   |        |
| 1992                            | Alberto Bravo     |                    |                   |        |
| 1993                            | Juan Agüero       |                    |                   |        |
| 1994                            | Juan Agüero       |                    |                   |        |
| 1995                            | David Kenig       |                    |                   |        |
| 1996                            | Raúl Ruarte       |                    |                   |        |
| 1997                            | Eduardo Mulet     |                    |                   |        |
| 1998                            | Gonzalo Salas     |                    |                   |        |
| 1999                            | Gustavo Toledo    |                    |                   |        |
| 2000 ikke afholdt               |                   |                    |                   |        |
| 2001                            | Edgardo Simón     |                    |                   |        |
| 2002                            | Edgardo Simón     | Guillermo Brunetta | Óscar Villalobo   |        |
| 2003                            | Óscar Villalobo   | Fernando Antogna   | Juan Curuchet     |        |
| 2004                            | Óscar Villalobo   | Jorge Giacinti     | Edgardo Simón     |        |
| 2005                            | Luciano Montivero | Gustavo Toledo     | Javier Páez       |        |
| 2006                            | Gerardo Fernández | Claudio Flores     | César Sigura      |        |
| 2007                            | Luciano Montivero | Darío Díaz         | Juan Pablo Dotti  |        |
| 2008                            | Pedro González    | Gabriel Brizuela   | Ricardo Julio     |        |
| 2009                            | Gerardo Fernández | Matías Médici      | Luciano Montivero |        |
| 2010                            | Juan Pablo Dotti  | Luciano Montivero  | Alvaro Algiró     |        |
| 2011                            | Daniel Zamora     | Juan Pablo Dotti   | Ignacio Pereyra   |        |
| 2012                            | Juan Pablo Dotti  | Daniel Zamora      | Emanuel Saldaño   |        |
| 2013                            | Daniel Zamora     | Roberto Richeze    | Lucas Lopardo     |        |
| 2014                            | Laureano Rosas    | Ricardo Escuela    | Roberto Richeze   |        |
| 2015                            | Laureano Rosas    | Ricardo Escuela    | Juan Melivilo     |        |
| 2016                            | Laureano Rosas    | Juan Pablo Dotti   | Ricardo Escuela   |        |
| Vuelta a San Juan Internacional |                   |                    |                   |        |
| 2017                            | Bauke Mollema     | Óscar Sevilla      | Rodolfo Torres    |        |
| 2018                            | Óscar Sevilla     | Filippo Ganna      | Rodolfo Torres    |        |
| 2019                            | Winner Anacona    | Julian Alaphilippe | Óscar Sevilla     |        |
| 2020                            | Remco Evenepoel   | Filippo Ganna      | Óscar Sevilla     |        |
| 2021                            | aflyst            | aflyst             | aflyst            | aflyst |
| 2022                            | aflyst            | aflyst             | aflyst            | aflyst |
| 2023                            | Filippo Ganna     | Sergio Higuita     | Einer Rubio       |        |

Note: Den oprindelige vinder af 2018-udgaven, argentinske Gonzalo Najar, blev testet positiv for doping og sejren blev tildelt løbets nummer to, Óscar Sevilla